# Classe Nazario Sauro (cacciatorpediniere)
La classe Nazario Sauro, composta da quattro unità (Cesare Battisti, Daniele Manin, Francesco Nullo e Nazario Sauro), era una classe di cacciatorpediniere della Regia Marina, nata nella metà degli anni venti come evoluzione della precedente classe Quintino Sella.

## Costruzione
Le caratteristiche dei "Nazario Sauro" richiamavano lo schema generale dei "Sella", cioè di unità di 1.000 tonnellate di dislocamento con velocità di 35 nodi e armate con cannoni da 120/45 mm e siluri da 533 mm, ma ovviavano alle lacune della precedente classe, migliorando la robustezza complessiva e le doti nautiche, aumentando nel contempo la potenza dell'armamento e l'autonomia di navigazione. I primi due obbiettivi, nonostante una maggiore stabilità, non vennero però raggiunti.
Le unità della classe vennero costruite due nei cantieri Odero di Genova e due nei Cantieri del Quarnaro di Fiume. Vennero costruiti a Genova al Cantiere della Foce Sauro e Battisti, mentre Nullo e Manin vennero costruiti a Fiume.

## Servizio
Nella seconda metà degli anni trenta le unità della classe Nazario Sauro dopo gli opportuni adattamenti, vennero destinate allo stazionamento in Mar Rosso presso la base di Massaua inquadrate nella III Squadriglia Cacciatorpediniere del Comando Navale Africa Orientale Italiana. Qui si trovavano all'inizio della seconda guerra mondiale, gravate da grossi problemi di manutenzione ed efficienza. Anche per questo motivo svolsero un'attività limitata e di scarso impatto bellico. Il Nullo venne affondato in azione il 21 ottobre 1940 dal cacciatorpediniere britannico Kimberley, mentre le altre tre unità condivisero il destino della classe Leone andando perdute lo stesso giorno, il 3 aprile 1941 durante i tentativi di attacco alla base di Port Sudan: Il Sauro e il Manin affondati da bombardieri britannici il Battisti autoaffondandosi al largo delle coste arabiche.

## Unità
| Regia Marina - Cacciatorpediniere Classe Nazario Sauro | Regia Marina - Cacciatorpediniere Classe Nazario Sauro | Regia Marina - Cacciatorpediniere Classe Nazario Sauro | Regia Marina - Cacciatorpediniere Classe Nazario Sauro | Regia Marina - Cacciatorpediniere Classe Nazario Sauro | Regia Marina - Cacciatorpediniere Classe Nazario Sauro | Regia Marina - Cacciatorpediniere Classe Nazario Sauro |
| Nome                                                   | Sigla                                                  | Cantiere                                               | Impostazione                                           | Varo                                                   | Entrata in servizio                                    | Perdita                                                |
| ------------------------------------------------------ | ------------------------------------------------------ | ------------------------------------------------------ | ------------------------------------------------------ | ------------------------------------------------------ | ------------------------------------------------------ | ------------------------------------------------------ |
| Cesare Battisti                                        | BT                                                     | Odero Genova                                           | 1924                                                   | 11 dicembre 1926                                       | 1927                                                   | 3 aprile 1941                                          |
| Daniele Manin                                          | MA                                                     | Quarnaro Fiume                                         | 1924                                                   | 15 giugno 1925                                         | 1926                                                   | 3 aprile 1941                                          |
| Francesco Nullo                                        | NL                                                     | Quarnaro Fiume                                         | 1924                                                   | 14 novembre 1925                                       | 15 aprile 1927                                         | 21 ottobre 1940                                        |
| Nazario Sauro                                          | SU                                                     | Odero Genova                                           | 1924                                                   | 1926                                                   | 1926                                                   | 3 aprile 1941                                          |